# Apatochernes maoricus
Apatochernes maoricus är en spindeldjursart som beskrevs av Beier 1966. Apatochernes maoricus ingår i släktet Apatochernes och familjen blindklokrypare. Inga underarter finns listade i Catalogue of Life.